# Oospore
Als Oosporen (aus dem Griechischen oo = Ei und  spora = Samen) werden veraltet die Zygoten (befruchteten Oogonien) bei Algen und bestimmten Pilzen bezeichnet.

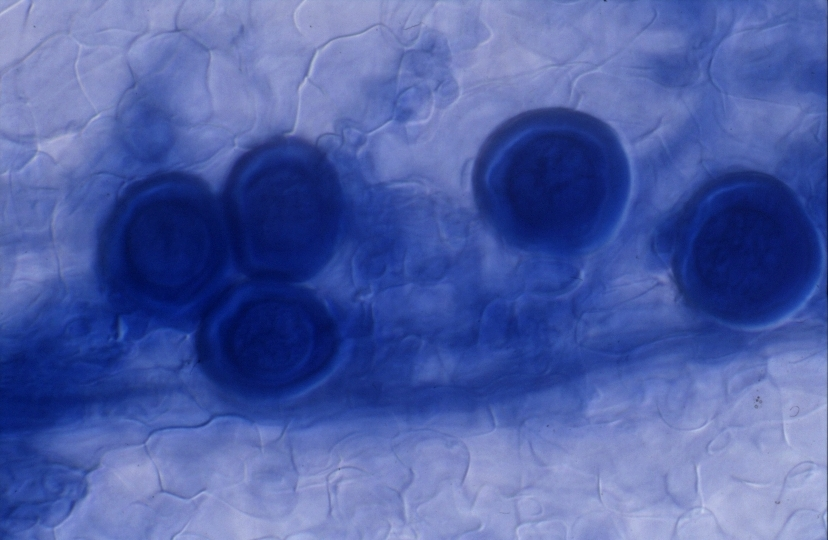
Oosporen von Hyaloperonospora parasitica

Eine Oospore entsteht, wenn eine weibliche Eizelle innerhalb des Gametangiums von einem männlichen Spermatozoid befruchtet wird. Es entsteht eine Zygote, die ihre Zellwand deutlich verdickt.
Oosporen sind gegen Umweltschwankungen wenig empfindlich. Sie tolerieren große Temperaturschwankungen und Austrocknung und sind selbst nach vielen Jahren noch keimfähig. Die Oosporen der Algen sinken auf den Gewässergrund oder werden verdriftet. So können diese auch an relativ weit entfernte Orte ausgebreitet werden und sich dort neu ansiedeln.